# Olusegun Oluwatimi
Olusegun Oluwatimi (* 5. August 1999 in Upper Marlboro, Maryland) ist ein US-amerikanischer American-Football-Spieler auf der Position des Centers, der aktuell für die Seattle Seahawks in der National Football League (NFL) spielt.

## Frühe Jahre
Oluwatimi ging in Hyattsville, Maryland, auf die Highschool. Später besuchte er zunächst die United States Air Force Academy. Für das Collegefootballteam absolvierte er jedoch kein Spiel. Von 2018 bis 2021 besuchte er die University of Virginia, an der er Wirtschaft studierte. Im Januar 2022 wechselte er an die University of Michigan. Nach dem Jahr wurde er mit der Outland Trophy und der Rimington Trophy ausgezeichnet.

## NFL
Oluwatimi wurde im NFL Draft 2023 in der fünften Runde an 154. Stelle von den Seattle Seahawks ausgewählt.